# I Camaleonti
I Camaleonti sono stati un gruppo musicale italiano nato negli anni Sessanta come parte del movimento musicale del beat italiano. 

## Storia

### Anni '60 e anni '70
Le origini dei Camaleonti vanno ricercate al Santa Tecla di Milano, quando Livio Macchia, Paolo De Ceglie e Riki Maiocchi fondano la band; il nome, I Camaleonti, viene scelto perché nelle serate dal vivo suonano vari generi musicali (rock, standard statunitensi, ecc...) adattandosi a seconda del pubblico; i componenti del gruppo hanno avuto esperienze precedenti in altri complessi a carattere dilettantesco, come i Beatnicks (1962), i Demoniaci (1963), i Marines/Mods (1964).
Il genere scelto è la musica beat, nata poco prima nel Regno Unito e rapidamente diffusasi in Europa e negli Stati Uniti d'America. Coerentemente con l'intrapresa strada musicale, il nuovo gruppo si specializza nel confezionare ed eseguire cover in lingua italiana di brani celebri, frutto di una ricerca nelle classifiche del Regno Unito e statunitensi.
Nel 1965 il gruppo si presenta al primo "Raduno Beat" milanese dove viene notato da Miki Del Prete, collaboratore e paroliere di Adriano Celentano, che offre ai Camaleonti un contratto con la Kansas, casa discografica che gravita intorno al Clan Celentano, fondata dallo stesso Del Prete e da Domenico Seren Gay. Il successo arriva quasi subito, cavalcando il fenomeno beat con Chiedi Chiedi  e Sha la la la la (cover di La La La La La del gruppo messicano-statunitense The Blendells) che nel 1966 vende 40 000 copie, presto bissato dal successo di Portami tante rose, rifacimento della celebre canzone di epoca fascista, che arriva all'11º posto in hit parade.
Il 14 febbraio del 1966 esce The Best Records in the World, album di esordio de I Camaleonti. Fu pubblicato dopo una serie di singoli incisi l'anno precedente. In questo disco vengono inserite versioni con testo in italiano di brani di artisti stranieri, come ad esempio, Non sperarlo più, che è la cover di If You Gotta Go, Go Now di Bob Dylan, Se ritornerai, cover di Norwegian Wood dei Beatles, Uno solo di noi, cover di A Must to Avoid degli Herman's Hermits, I capelloni, cover di Over and Over di Bobby Day, Tu credi in me, cover di And my baby's gone dei Moody Blues e Come mai, cover di Get Off of My Cloud dei Rolling Stones.
Quasi tutti i brani sono cantati da Riki Maiocchi, tranne Vi sbagliate, dove canta Livio Macchia. Il brano Sha... la la la la è una versione diversa da quella uscita l'anno precedente su singolo a 45 giri. Il titolo dell'album nasce dal fatto che racchiudeva i dischi migliori usciti nel mondo in quel periodo (appunto, in inglese, the best records in the world), secondo I Camaleonti.
A giugno del 1966 partecipano alla manifestazione musicale Cantagiro 1966 (che si svolge dal 22 giugno al 9 luglio 1966) con il brano Chiedi Chiedi. Nel 1967 esce il secondo album del gruppo dal titolo Portami tante rose, edito sempre dalla casa discografica Kansas. Dopo la defezione di Riki Maiocchi, che si dedica alla carriera solistica, entra a far parte del gruppo Mario Lavezzi. L'anno d'oro è il 1968, in cui il gruppo raggiunge la vetta delle classifiche di vendita con L'ora dell'amore (versione italiana di Homburg, dei Procol Harum), uscito alla fine del 1967 ottiene la prima posizione il 16 dicembre, rimanendovi per dieci settimane vendendo 1 600 000 copie, successo bissato da Io per lei (cover di To Give di Frankie Valli), che arriva al nono posto, e da Applausi, nuovo primo posto con 900 000 copie vendute, che rimane in classifica per dodici settimane, piazzandosi (e rimanendo) al primo posto per le tre settimane dal 29 novembre al 13 dicembre e ritornandoci per altre due dal 3 al 10 gennaio.
Dopo il successo dei primi singoli a 45 giri, I Camaleonti lasciano la vecchia casa discografica, la Kansas, per passare alla CBS (la sezione italiana della casa madre statunitense, che in Italia viene distribuita all'epoca dalla CGD di Ladislao Sugar), che garantisce una migliore distribuzione. Le prime pubblicazioni sono alcuni singoli a 45 giri, tutti di grande successo, che cominciano a mescolare il beat delle origini con una vena melodica più tradizionale: il primo, Non c'è niente di nuovo/Vita facile, uscì il 10 maggio 1967; il secondo, L'ora dell'amore/Noi e gli altri, uscì il 18 ottobre 1967; il terzo, Io per lei/Il diario di Anna Frank, nel marzo 1968, e il quarto fu Applausi/Torna Liebelei.
Il 1967 è l'anno di una nuova partecipazione al Cantagiro del 1967 (che si svolse dal 21 giugno all'8 luglio 1967) in gara nel girone C (quello dei complessi) con il brano Non c'è niente di nuovo, che avrà un buon successo di vendite.
Nel 1968 venne pubblicato in Italia Applausi/Torna Liebelei, tredicesimo singolo a 45 giri de I Camaleonti. Dei due brani venne registrata anche una versione cantata in tedesco, pubblicata in Germania nello stesso periodo nel 45 giri Noch Einmal/Sommer Liebelei. Il singolo Applausi viene pubblicato in periodi differenti su due 45 giri, il primo datato 14 marzo 1968, il secondo 15 novembre dello stesso anno. Il brano, che presenta un'orchestra d'archi e un coro femminile, raggiunge rapidamente la vetta delle classifiche ed è uno dei pochi singoli de I Camaleonti in cui non è Antonio Cripezzi a ricoprire il ruolo di cantante solista ma Livio Macchia.
Poco tempo dopo, il 30 maggio 1968, viene pubblicato il terzo album del gruppo dal titolo Io per lei. L'album si apre con L'ora dell'amore, cover con testo in italiano del brano Homburg dei Procol Harum, seguita da Vita facile e da Casa Bianca di Don Backy, presentato al Festival di Sanremo 1968 da Marisa Sannia e Ornella Vanoni, e che il gruppo aveva inciso per la compilation Sanremo 1968, pubblicata a gennaio 1968 dalla CGD e contenente alcune canzoni del Festival di quell'anno interpretate dai suoi artisti.
Segue Torna Liebelei, mentre la canzone successiva è il primo inedito del disco, Pianta un albero, cover di Plante un arbre di Richard Anthony; conclude il lato A Non c'è niente di nuovo, mentre il lato B si apre con Io per lei, versione con testo di Daniele Pace di To Give (the Reason I Live) di Bob Crewe e Bob Gaudio, registrata con la collaborazione dei violinisti dell'orchestra del Teatro alla Scala di Milano: questo brano si classificherà al quarto posto al Cantagiro di quell'anno, e verrà interpretato, tra gli altri, anche da Patty Pravo e Farida sempre nel 1968, inciso dal vivo da Mina nel 1969 e da Ornella Vanoni nel 2001. 
Storia normale è il secondo inedito del disco e, pur essendo firmata per la musica da un autore italiano, è in realtà In a Monastery Garden di Albert Katelbey (l'autore di In a Persian Market), con un testo di Califano che racconta la storia del gruppo. Il terzo inedito del disco Il pittore, è una rivisitazione in lingua italiana del singolo Pictures of Matchstick Men, del gruppo britannico Status Quo.
I Camaleonti partecipano rispettivamente al Cantagiro del 1968 (che si svolse dal 19 giugno al 6 luglio 1968), ed al Festivalbar 1968 (quinta edizione che si svolse ad Asiago, il 19 settembre 1968, in onda sul Programma Nazionale della Rai), con il brano Io per lei.
Il 30 maggio 1969 viene pubblicato l'album Vita d'uomo. Questo disco è il primo del gruppo milanese composto tutto di materiale originale nuovo, senza quindi canzoni precedentemente pubblicate su singolo a 45 giri (a marzo avevano ottenuto un grande successo con Viso d'angelo). Questo è il primo ''concept album'' composto di sole 4 canzoni. Il disco ha la peculiarità di legare quattro canzoni a due a due mediante interventi orchestrali curati da Detto Mariano. Questa formula scelta per l'album doveva evitare la pubblicazione del singolo ma in realtà qualche settimana dopo, vista la forte richiesta del mercato, la canzone Mamma mia venne pubblicata su un singolo a 45 giri (con sul retro In poche parole ti amo, inedito su LP), e divenne anche uno dei singoli a 45 giri più venduti dell'anno, anche grazie alla musica, scritta da Lucio Battisti, molto moderna dal punto di vista della costruzione musicale, e alla convincente interpretazione di Livio Macchia. Il successo di questo brano è anche dovuto al cast di musicisti di cui I Camaleonti si sono avvalsi durante la registrazione: Franz Di Cioccio, Franco Mussida e il chitarrista Dave Sumner che diventerà poi futuro componente del gruppo.
C'erano poi altri tre brani, tra cui Angelo mio, scritto da Al Bano e Fernando Budano, e Il veliero, scritto invece da Maurizio Vandelli, il cantante dell'Equipe 84, in questo brano esordisce come vocalist Paolo de Ceglie. L'idea di fondo era quella di raccontare alcuni momenti della vita di un uomo, e infatti il disco era introdotto da un breve momento recitato in cui si descriveva la nascita di un bambino (appunto angelo mio della prima canzone). Dal punto di vista musicale è da citare Il veliero, per gli intermezzi musicali psichedelici di organo e chitarra elettrica, e la lunga Gloria, che conclude il racconto con un inizio recitato. Curiosamente uno degli autori di questo brano è Giancarlo Bigazzi che dieci anni dopo scriverà una canzone con lo stesso titolo per Umberto Tozzi. Gli arrangiamenti sono stati realizzati da Detto Mariano (che inoltre dirige l'Orchestra del Teatro alla Scala; il disco è stato registrato nel mese di settembre del 1969 negli studi Phonogram di Milano.
Il gruppo partecipa rispettivamente al Cantagiro del 1969 (che si svolse dal 25 giugno al 12 luglio 1969), e al Festivalbar 1969 (sesta edizione che si svolse ad Asiago il 12 settembre 1969), con la canzone Viso d'angelo. Il brano, introdotto da un missato d'arpa registrato su nastro e mandato al contrario (si tratta della famosa tecnica dei backward tape introdotta dai Beatles), si classificherà al secondo posto della manifestazione.
Con l'uscita dei singoli Viso d'angelo, scritta da Pace e Panzeri, ed Eternità, il complesso si affaccia agli anni settanta al massimo della sua popolarità: questi sono anche gli anni dei dischi d'oro, delle Maschere d'argento e altre attestazioni varie. Nel 1970 partecipano al Festival di Sanremo 1970 (che si svolse al Salone delle feste del Casinò di Sanremo dall'8 al 10 marzo 1970), con il brano Eternità, in coppia con Ornella Vanoni, che nella versione della band milanese arriva fino al secondo posto in hit parade e resta in classifica per tredici settimane). Nella serata finale del Festival si classificano al quarto posto. Sempre nel 1970 prendono parte rispettivamente al Cantagiro del 1970 (che si svolse dal 24 giugno all'11 luglio 1970), ed al Festivalbar 1970 (settima edizione che si svolse ad Asiago il 2 settembre 1970), con il brano Ti amo da un'ora.
Nel 1971 pubblicano un nuovo singolo dal titolo Oggi il cielo è rosa/Vanessa. Questo 45 giri non riesce a bissare il successo dei precedenti, tuttavia rappresenta una delle proposte più interessanti distribuite dalla band. I due brani del disco sono cantati per quanto riguarda il lato A da Livio Macchia, mentre per Vanessa (brano forse più tradizionale di quello principale) da Tonino Cripezzi.
Nel 1972 il gruppo prende parte rispettivamente al Festivalbar 1972 (nona edizione che si svolse ad Asiago il 14 settembre 1972), ed al concorso musicale Un disco per l'estate 1972 (che si svolge dal 16 aprile al 17 giugno 1972), con il brano Tempo d'inverno. Il brano viene escluso dalle fasi finali al disco per l'estate.
La formazione ritorna ufficialmente un quintetto con l'ingresso di Dave Sumner, nel 1973, già facente parte dei Primitives di Mal e dei Cyan Three di Patty Pravo, anche perché in via ufficiosa aveva partecipato ad alcune incisioni degli anni precedenti, portando una ventata di "internazionalità" alla band.
Partecipano nuovamente al Festival di Sanremo del 1973 (che si svolse al Salone delle feste del Casinò di Sanremo dall'8 al 10 marzo 1973), con la canzone Come sei bella, e alla serata finale del Festival si classificano all'undicesimo posto. Sempre nel 1973 partecipano al disco per l'estate 1973 (che si svolge dal 16 aprile al 17 giugno 1973) e vincono la kermesse con la canzone Perché ti amo, altro primo posto in classifica nella hit parade che dominerà per diverse settimane. A giugno dello stesso anno pubblicano il loro quinto album in studio dal titolo I magnifici Camaleonti. Il disco, che racchiude anche alcuni dei brani di successo già pubblicati come singoli su 45 giri tra il 1967 ed il 1973, è prodotto da Gianni Daldello su etichetta CBS.
Sul finire dell'anno prendono parte a Canzonissima 1973 (che si svolge dal 6 ottobre 1973 al 6 gennaio 1974) riuscendo ad accedere alla finale. Nella prima puntata presentano il brano Come sei bella, e nella decima il singolo inedito Amicizia e amore cantato, per la prima volta, a strofe alternate da Livio e Tonino. Con il nuovo decennio I Camaleonti avevano abbandonato progressivamente il genere beat per spostarsi sempre più verso un genere melodico e più tradizionale: in ciò il gruppo è stato coadiuvato da uno staff molto preparato, tra cui sono da ricordare il paroliere Giancarlo Bigazzi e il musicista Totò Savio. Dopo essere ritornati ufficialmente un quintetto nel 1974 pubblicano il nuovo album dal titolo Amicizia e amore, dove a brani melodici se ne alternano altri più ritmati che si rifanno a sonorità del passato; una delle canzoni, Gimcana, si avvicina addirittura a sonorità hard-rock, con i suoi dieci minuti di durata; in altri brani, invece, sono evidenti gli influssi progressive (ad esempio nella title track, con i suoi cambi di tempo e di melodia).
La produzione a 45 giri de I Camaleonti prosegue anche nel 1974 con il nuovo singolo dal titolo Il campo delle fragole, sul cui retro copertina figura ancora la pubblicità del loro ultimo album Amicizia e amore e dal quale è estratto il brano inciso sul secondo lato del disco. Sempre in questo anno prendono parte al Festivalbar 1974 (undicesima edizione che si svolse ad Asiago il 19 settembre 1974), con il brano Il campo delle fragole. Sul finire dell'anno prendono parte a Canzonissima 1974 (ultima edizione del programma che si svolge dal 6 ottobre 1974 al 6 gennaio 1975); nella prima puntata presentano il singolo inedito Il campo delle fragole, e nell'ottava puntata il brano L'ora dell'amore.
Nel 1975 il gruppo partecipa a Un disco per l'estate (che si svolse dal 13 Aprile al 21 giugno 1975). Quella del 1975 è l'ultima vera grande edizione della kermesse, e I Camaleonti vi presentano il brano Piccola venere. Il pezzo viene accolto con favore da chi segue la manifestazione, tanto che il 45 giri (in termini di vendite) sarà secondo solo al disco che è risultato vincente nella competizione (Amore grande, amore libero de Il Guardiano del Faro). Riguardo invece alla classifica finale della gara, Piccola venere occuperà il quarto posto.
I Camaleonti tornano al Festival di Sanremo nel 1976 (che si svolse al Salone delle feste del Casinò di Sanremo dal 19 al 21 febbraio 1976), presentando in gara una classica canzone d'amore dal titolo Cuore di vetro, scritta da Totò Savio e Giancarlo Bigazzi. Il brano ottiene il decimo posto della classifica finale e un buon riscontro di vendite.
Sempre nel 1976 il gruppo pubblica il nuovo album dal titolo Che aereo stupendo... la speranza. Tutte le canzoni sono scritte da Ermanno Capelli per i testi e da Antonio Cripezzi per le musiche, tranne Cuore di vetro, scritta da Giancarlo Bigazzi e Totò Savio. Quest'ultimo brano, qualche mese prima dell'uscita dell'album, aveva partecipato al Sanremo 76. Con Cuore di vetro, presentata al Sanremo del '76 e il recentissimo album pubblicato, si conclude il lunghissimo rapporto dei Camaleonti con la CBS, etichetta per la quale hanno inciso tutti i loro maggiori successi e se ne apre uno, molto breve, caratterizzato dall'autoproduzione grazie alla propria etichetta discografica Camaleo, che inaugurano con l'uscita del singolo Tra amici. Tuttavia sarà ancora il Gruppo Sugar, attraverso le Messaggerie Musicali, a curare la distribuzione del disco.
Nel 1977 viene pubblicato il nuovo album di inediti dal titolo Camaleonti in vendita. Tra i brani del disco spiccano Tra amici, Stella, The six o'clock connection e Mi manca, solo per citarne alcuni. Il disco è composto di dieci brani ed è pubblicato dalla Camaleo.
Nel 1979 I Camaleonti partecipano ancora una volta al Festival di Sanremo '79 (che si svolse al Teatro Ariston di Sanremo dall'11 al 13 gennaio 1979), portando in gara il brano Quell'attimo in più. Il brano riuscirà a conquistare il podio, occupando il terzo posto della classifica finale. Questo singolo segna il passaggio de I Camaleonti alla casa discografica Durium.
Sempre nel 1979 tornano in studio di registrazione per lavorare al nuovo album dal titolo ...e camminiamo, che prende il nome da un brano ironico scritto da Maurizio Piccoli che oltre che sull'album viene pubblicato su singolo 45 giri. Le altre canzoni dell'album sono Tu ballerina, cantata da Livio Macchia e composta da Piccoli insieme a Mauro Lusini e Amo, scritta dal chitarrista della band Dave Sumner. Vi sono inoltre due cover: Cielo nero (versione italiana di Sail on di Lionel Richie) e Tu sei (cover di The Sun Ain't Gonna Shine (Anymore)), successo degli anni sessanta dei Walker Brothers già incisa da Caterina Caselli e da altri complessi beat con un altro testo (scritto da Nisa con il titolo Il sole non tramonterà).
Gli arrangiamenti dell'album vengono curati dal maestro scozzese Anthony Rutherford Mimms, che compone anche le musiche di una canzone del disco; le registrazioni vengono effettuate presso i C.A.P. Studio di Milano.

### Anni '80 e anni '90
Dave Sumner decide di lasciare il gruppo nel 1981, sostituito da Vincenzo Mancuso, e nel 1982 anche Gerry Manzoli decide di abbandonare i vecchi compagni e I Camaleonti da quel momento continuano la loro attività musicale in quattro. Nel 1983 I Camaleonti partecipano, come ospiti italiani, alla manifestazione musicale Un disco per l'estate 1983 (rinominata "Saint Vincent Estate 1983") con il brano Italian boys. Nel 1984 viene pubblicato l'album dal titolo Perché ti amo. Le canzoni di questo disco fotografano la seconda fase della carriera professionale de I Camaleonti, aprendo l'orizzonte verso nuove tecniche interpretative e nuovi arrangiamenti. È il caso per esempio del brano Lei mi darà un bambino, che descrive l'attesa e la perdita di un figlio e della compagna/madre durante il parto. Sempre lo stesso anno realizzano Cuore neroazzurro (1984) che diventa l'inno ufficiale dell'Inter.
Nel 1985 Vincenzo Mancuso si separa dal gruppo, avendo intrapreso un'impegnativa collaborazione (come musicista e poi anche come produttore) con Francesco De Gregori.  Al suo posto entra Valerio Veronese che, a parte i fondatori, rimarrà il membro che ha trascorso più tempo nel gruppo. Nello stesso anno esce il nuovo disco dal titolo L'ora dell'amore. Questo nuovo lavoro include una re-incisione di alcuni grandi successi del passato, come ad esempio Viso d'angelo, L'ora dell'amore, brano quest'ultimo che dà il titolo all'album, e anche altri brani, come Se tu ragazza mia, Non c'è niente di nuovo. 
Nel 1993 tornano al Festival di Sanremo '93 (che si svolse al Teatro Ariston di Sanremo dal 23 al 27 febbraio 1993) presentando, insieme ai Dik Dik e Maurizio Vandelli, la canzone Come passa il tempo. Il brano non arriva in finale in quanto eliminato. Otterrà un buon successo di vendita risultando 47° nella classifica dei singoli più venduti in Italia nel 1993.
Nel 1996 viene pubblicato il nuovo album dal titolo Libero. Il primo singolo estratto è il brano Libero che da anche il nome al disco. Spiccano i brani Tra amici e Sensazioni. Agli inizi del 1997 partecipano come cast fisso al programma televisivo di Canale 5 Il gatto e la volpe, condotto da Paolo Bonolis. Dal programma televisivo viene pubblicato un nuovo album dal titolo Applausi ed altri successi, che oltre a contenere la rivisitazione di alcuni grandi successi del passato presenta anche alcuni brani inediti, tra cui Dove sei e Musica Musicando.

### Dal 2000 ad oggi
Agli inizi del 2000 iniziano a lavorare ad un nuovo album di inediti che esce nel 2001 e che si intitola 2001 ed oltre. Nel disco spiccano due cover di brani internazionali, il primo dal titolo Canzone logica (dal brano originale The Logical Song) e il secondo dal titolo Musica e Memoria (dal brano originale Music). La restante parte del disco è composta da inediti, tra cui i brani Occhi di ghiaccio e Strade di città.
Nel 2004 incidono il disco 40 anni di musica e applausi, che ripercorre tutte le tappe principali della carriera, oltre all'aggiunta di tre inediti, tra cui Nel viaggio, dedicato allo storico "compagno di una vita Paolo" (in concomitanza con questo disco viene a mancare lo storico batterista del gruppo Paolo de Ceglie). Nello stesso anno entra ufficialmente a far parte del gruppo il batterista Michele Vurchio. Due anni più tardi, nel 2006, viene pubblicata la raccolta Storia, una rivisitazione dei più grandi successi, acquistabile solo online o ai concerti del gruppo.
Nel 2009 viene pubblicato l'album dal titolo Musica e Memoria, ai cui arrangiamenti partecipa Alberto Radius; segue un tour invernale in Canada e nel 2010 sono anche negli USA e, sempre nello stesso anno, partecipa alla trasmissione di Rai Uno, Ciak... si canta!.
Nel 2010 viene pubblicato l'album dal titolo Camaleonti Live, che racchiude gran parte delle esecuzioni dal vivo del 2009 e del 2010.
Nel 2010 vengono inseriti due brani (L'ora dell'amore ed Eternità) dei Camaleonti nel film candidato all'Oscar al miglior film in lingua straniera La prima cosa bella di Paolo Virzì. Il film ha vinto il David di Donatello per la migliore sceneggiatura.
Il 25 settembre 2013 I Camaleonti partecipano al concerto per festeggiare i cinquant'anni di carriera di Gian Pieretti all'Auditorium di Mortara, insieme a Viola Valentino, Ivan Cattaneo, Marco Bonino, Mario Tessuto, Paki Canzi, Donatello, Ricky Gianco ed Elisabetta Viviani, oltre allo stesso Pieretti. Successivamente, il gruppo partecipa, vocalmente, alla canzone Radio Amore Song, composta dal cantautore Gianfranco Caliendo (ex frontman, voce solista, chitarrista e autore de Il Giardino dei Semplici), che celebra la storia dell'omonima emittente campana.
Il 16 maggio 2014, presso la Fiera Internazionale della Musica a Genova, ritirano il FIM Award - Premio Italia alla Carriera, assegnato da CAPAM (Commissione Artistica per la Promozione dell'Arte e della Musica).
Il 4 dicembre 2014 viene pubblicato il libro autobiografico Camaleonti – Storia di un'idea, edito da Lupetti Editore, con testi di Paolo Denti, contenente un CD con due inediti dai titoli Storia di un'idea e Due ali verso un'isola.
Il 10 maggio del 2015 viene pubblicato il nuovo disco celebrativo, 50 Anni di applausi, contenente cinque inediti. L'album è distribuito in allegato a TV Sorrisi e Canzoni e in tutti i negozi di dischi. Il primo singolo estratto è il brano Un uomo libero, del quale viene rilasciato anche il rispettivo videoclip, seguito dal brano Sei tutto per me.
Il 3 luglio 2022 muore improvvisamente, all'età di 76 anni, Antonio Cripezzi, cantante e pianista de I Camaleonti, trovato senza vita in un hotel di San Giovanni Teatino dopo che, la sera prima, il gruppo si era esibito in concerto al Parco di Villa de Riseis a Pescara, prima data ufficiale del tour.
Il 12 novembre 2022 a Cologno Monzese viene tenuto il concerto "Canta ancora per l'eternità Tonino", dedicato ad Antonio Cripezzi, a cui partecipano, oltre ai Camaleonti, anche Gabriele Lorenzi del gruppo Formula 3, Marco Ferradini con la figlia Marta, Gian Pieretti, Donatello, Dino, Ronnie Jones, Enrico Ruggeri, i Dik Dik, Carlo Marrale (Matia Bazar), Mario Lavezzi, Bruno Longhi, Teo Teocoli, Luisa Corna, Fausto Leali e Maurizio Vandelli. Il ricavato della serata viene devoluto ai Lions Club Cologno Monzese per volere della famiglia Cripezzi.
L'8 marzo 2024 esce su tutte le più importanti piattaforme digitali il nuovo singolo dei Camaleonti dal titolo Dolce Armonia, pubblicato dall'etichetta discografica Videoradio: un inedito firmato da Antonio Summa con il testo di Icaro Ravasi. In tutto e per tutto, questo è l'ultimo lavoro discografico della band, a 60 anni esatti dalla sua nascita.
Il 21 luglio 2024 viene a mancare improvvisamente Massimo Brunetti, tastierista del gruppo.
Il 4 aprile 2025 esce il singolo Il Colore della Speranza. Il brano è cantato da Livio Macchia de I Camaleonti e dalla voce di Rossella Ferrari.
Il 30 giugno 2025 I Camaleonti celebrano la data finale della carriera sessantennale del gruppo, in memoria di Tonino, Paolo e Massimo. Per l'occasione, Livio Macchia si riunisce a Dave Sumner.
Il 29 luglio 2025 muore a 83 anni il fondatore della band Livio Macchia, sancendo definitivamente lo scioglimento della band e la fine dell'avventura de I Camaleonti.

## Formazione

### Componenti storici
- Livio Macchia – voce, chitarra, basso (1964-2025)[14]
- "Tonino" Antonio Cripezzi – voce, pianoforte, tastiere, violino (1965-2022)
- Gerry Manzoli – basso, cori (1964-1982)
- Dave Sumner – chitarra, cori, voce (1973-1981)
- Paolo de Ceglie – batteria, cori, voce (1965-2004)[15]

### Componenti originali
- Livio Macchia – voce, chitarra, basso (1964-2025)
- Gerry Manzoli – basso, cori (1964-1982)
- Giorgio Manzoli – sax (1964-1965)
- Paolo de Ceglie – batteria, cori, voce occasionale (1964-2004)
- Riki Maiocchi – voce, chitarra (1964-1966)

### Altri componenti
- Mario Lavezzi – voce, chitarra (1966-1968)
- Gabriele Lorenzi – tastiere (1967-1968)
- Vincenzo Mancuso – chitarra, flauto (1981-1985)
- Valerio Veronese – chitarra (1985-2024)
- Michele Vurchio – batteria, percussioni (2003-2009)
- Massimo Brunetti – pianoforte, tastiere, cori (1990-2024)[16]

## Discografia

### Album in studio
- 1966 – The best records in the world (Kansas, DMK 007)
- 1967 – Portami tante rose (Kansas, DMK 008)
- 1968 – Io per lei (CBS 63350)
- 1969 – Vita d'uomo (CBS 52724)
- 1973 – I magnifici Camaleonti (CBS, 65669)
- 1974 – Amicizia e amore (CBS 69056)
- 1975 – Piccola venere ed altri successi (CBS, 69149)[3]
- 1976 – Che aereo stupendo... la speranza (CBS 69234)
- 1977 – In vendita (Camaleo, CM 38501)
- 1979 – ...E camminiamo (Durium, ms AI 77408)
- 1984 – Perché ti amo (CGD LSM 1078)
- 1985 – L'ora dell'amore (CGD – 9031-70173-1)
- 1988 – I grandi successi e... (Videoradio TL71931)
- 1993 – Come passa il tempo e i più grandi successi (Dischi Ricordi, RTR 41022)
- 1996 – Libero (NAR International, 4429-5003-2)
- 1997 – Applausi ed altri successi (NAR International, 12842-20282; re-incisione dei grandi successi + inediti)
- 2001 – 2001 ed oltre (NAR International NAR 503043-2; nuovi brani + cover di brani internazionali)
- 2002 – Portami tante rose (NAR International serie 8004429131422[3])
- 2004 – 40 anni di musica e applausi (NAR International/edel - DVD e CD con 3 inediti)
- 2006 – Storia (Camaleo, CD - 700, rivisitazione dei successi)
- 2009 – Musica e memoria (NAR International – NAR 14304-2)
- 2013 – Emozioni senza tempo (Nar International - serie 8004429131439)
- 2016 – 50 Anni di applausi (Clodio Management; 5 rivisitazioni di successi + 5 inediti)

### Album dal vivo
- 2010 – I Camaleonti live (Azzurra Music, DBP2007)

### Raccolte
- 1974 – I successi della musica Rock - Blues - Pop
- 1975 – Il meglio dei Camaleonti
- 1990 – Cantando cantando (Voltage,LOP 14162)
- 1998 – I più grandi successi (Tring, TBP130)

### Antologie
- 1986 – I Camaleonti presentano il vero underground (CGD, 903170174-2)[3]

### Compilation con altri artisti
- 1968 – Sanremo 1968 (CGD - FG 50389)[3]
- 1970 – Sanremo 1970 (RCA - PSR 70; i Camaleonti sono presenti con il brano Eternità)
- 1970 – I Camaleonti presentano il vero underground (CBS; i Camaleonti sono presenti con il brano Scale di velluto)[3]
- 1973 – Sanremo 1973 (CBS - S 65538; i Camaleonti sono presenti con il brano Come sei bella)
- 1976 – Sanremo 1976 (DBR 81266 - 2L; i Camaleonti sono presenti con il brano Cuore di vetro)
- 1979 – Sanremo 1979 (EMI Italiana 3C 064-18389; i Camaleonti sono presenti con il brano Quell'attimo in più)
- 1993 – Sanremo 1993 (Fonit Cetra – TAL 1006; i Camaleonti sono presenti con il brano Come Passa il Tempo)
- 2003 – Beat and pop (On Sale Music, 52 OSM 065; i Camaleonti sono presenti con Unchain my heart, una registrazione inedita risalente al 1963)

### Singoli
- 1965 – Ti saluto/Ti dai troppe arie (Kansas, DM 1002)
- 1965 – Sha... la la la la/Tu credi in me (Kansas, DM 1005)
- 1966 – I capelloni/Come mai/Io lavoro (Kansas, DM 1009)
- 1966 – Chiedi chiedi/I ragazzi del Grab/Dimmi ciao (Kansas, DM 1011)
- 1966 – Se ritornerai/Non so che dire (Kansas, DM 1015)
- 1966 – La libertà/Non c'è più nessuno (Kansas, DM 1016)
- 1967 – Portami tante rose/Una risposta (Kansas, DM 1025)
- 1967 – Alla nostra età/Il mare non racconta mai (Kansas, DM 1029)
- 1967 – Il mare non racconta mai/Lo stesso giorno, la stessa ora (Kansas, DM 1029 bis)
- 1967 – Ora ho capito/Senza di te che farò (Kansas, DM 1036)
- 1967 – Credo/Ci vuole poco (Kansas, DM 1046)
- 1967 – Non c'è niente di nuovo/Vita facile (CBS, 2770)
- 1967 – L'ora dell'amore/Noi e gli altri (CBS, 3039)
- 1968 – Io per lei/Il diario di Anna Frank (CBS, 3373)
- 1968 – Punto bianco/Non cade il mondo (Kansas, dm 1061; si tratta di due provini pubblicati dalla vecchia casa discografica)
- 1968 – Applausi/Torna Liebelei (CBS, 3654; venne pubblicato in Germania come Noch Einmal/Sommer Liebelei (CBS, 3655), con una versione cantata in tedesco di entrambi i brani)
- 1969 – Viso d'angelo/Lei aspetta te (CBS, 4114)
- 1969 – Mamma mia/In poche parole ti amo (CBS, 4627)
- 1969 – Mamma mia/Gloria (CBS, DP 11)[17]]
- 1970 – Eternità/Bella che balli (CBS, 4793)
- 1970 – Ti amo da un'ora/Per carità (CBS, 5008)
- 1970 – Lei mi darà un bambino/Poker (CBS, 5206)
- 1971 – Un uomo qualunque/Il primo mese (CBS, 7179)
- 1971 – Oggi il cielo è rosa/Vanessa (CBS, 7478)
- 1972 – Tempo d'inverno/Grazie amore grazie di cuore (CBS, 8013)
- 1973 – Come sei bella/Donna donna (CBS, A 1293)
- 1973 – Perché ti amo/Vado in bianco (CBS, A 1478)
- 1973 – Amicizia e amore/Pensa (CBS, A 1986)
- 1974 – Il campo delle fragole/Dove curva il fiume (CBS, A 2412)
- 1975 – Piccola venere/Gimcana (CBS 2914)
- 1975 – Cuore di vetro/Amico di ieri, amico perduto (CBS, 4038)
- 1976 – Tra amici/Stella (Camaleo, CM 8801)
- 1978 – Canto d'amore straniero/Successo (Durium, Ld AI 8015)
- 1979 – Quell'attimo in più/Marina (Durium, Ld AI 8039)
- 1979 – ...e Camminiamo/Ho scelto lei (Durium, Ld AI 8073)
- 1980 – L'ora dell'amore/Io per lei (Vip, VIP 10238)
- 1981 – Tango della gelosia/Che storia è (Bubble Record, BLU 9311; con Monica Vitti)
- 1983 – Italian boys/Io ti amo (Bubble Record, BLU 9224)
- 1984 – Cuore neroazzurro/Stella (Delta, DE 500)
- 1986 – Soli noi/Stella (Delta, DE 841)
- 1988 – Ester/Provaci ancora (Videoradio, ZB 42103)
- 1993 – Come passa il tempo/Come passa il tempo (strumentale) (Dischi Ricordi, SRL 11129; con i Dik Dik e Maurizio Vandelli)
- 2004 – Quarant'anni (CD, Single, Promo NAR International  CDS 101/04)
- 2016 – Un uomo libero (Clodio Management)
- 2016 – Sei tutto per me (Clodio Management)
- 2024 – Dolce Armonia (Videoradio)

## Partecipazioni

### Partecipazioni Cantagiro
- 1966 – Cantagiro 1966 (il gruppo in gara con il brano Chiedi Chiedi - Kansas)
- 1967 – Cantagiro 1967 (il gruppo in gara con il brano Non c’è niente di nuovo - CBS)
- 1968 – Cantagiro 1968 (il gruppo in gara con il brano Io per lei - CBS)
- 1969 – Cantagiro 1969 (il gruppo in gara con il brano Viso d’angelo - CBS)
- 1970 – Cantagiro 1970 (il gruppo in gara con il brano Ti amo da un'ora - CBS)

### Partecipazioni Festival di Sanremo
- 1970 – 20ª Sanremo 1970 - (I Camaleonti in gara con il brano Eternità)
- 1973 – 23ª Sanremo 1973 - (il gruppo in gara con il brano Come sei bella)
- 1976 – 26ª Sanremo 1976 - (I Camaleonti in gara con il brano Cuore di vetro)
- 1979 – 29ª Sanremo 1979 - (I Camaleonti in gara con il brano Quell'attimo in più)
- 1993 – 43ª Sanremo 1993 - (I Camaleonti in gara con il brano Come passa il tempo)

### Partecipazioni Festivalbar
- 1968 – Festivalbar 1968 (I Camaleonti in gara con il brano Io per lei)
- 1969 – Festivalbar 1969 (I Camaleonti in gara con il brano Viso d'angelo - CBS)
- 1970 – Festivalbar 1970 (I Camaleonti in gara con il brano Ti amo da un'ora)
- 1972 – Festivalbar 1972 (I Camaleonti in gara con il brano Tempo d'inverno)
- 1974 – Festivalbar 1974 (I Camaleonti in gara con il brano Il campo delle fragole)

### Partecipazioni Un disco per l'estate
- 1972 – Un disco per l'estate 1972 (I Camaleonti in gara con il brano Tempo d'inverno - CBS)
- 1973 – Un disco per l'estate 1973 (I Camaleonti in gara con il brano Perché ti amo - CBS)
- 1975 – Un disco per l'estate 1975 (I Camaleonti in gara con il brano Piccola Venere - CBS)
- 1983 – Un disco per l'estate 1983 (manifestazione rinominata "Saint Vincent Estate 1983"; i Camaleonti ospiti Italiani con il brano Italian boys)

### Partecipazioni Canzonissima
- 1973 – Canzonissima 1973[18] (nella 1ª puntata il gruppo in gara con il brano Come sei bella, nella 10ª puntata in gara con Amicizia e amore)
- 1974 – Canzonissima 1974[19] (nella 1ª puntata il gruppo in gara con il brano Il campo delle fragole, nell'8ª puntata in gara con L'ora dell'amore)

## Premi
- 1969 – Festivalbar 1969 - Premio della Popolarità
- 2014 – FIM Awards - Premio Italia alla Carriera

## Pubblicazioni
- 2014, Camaleonti. Storia di un'idea. Fausto Lupetti Editore, 2014 ISBN 9788868740764 Libro +CD con 2 brani inediti (biografia ufficiale)